# Press Play (BtoB)
Press Play è il secondo EP della boy band sudcoreana BtoB, pubblicato nel 2012.

## Tracce
1. Press Play (featuring G.NA) – 3:20
2. WOW – 3:38
3. I Only Know Love (사랑밖에 난 몰라) – 3:30
4. U & I – 3:22
5. Stand Up – 3:41
6. My Girl – 3:54